# Il giovane Dr. Kildare (serie televisiva)
Il giovane Dr. Kildare (Young Dr. Kildare) è una serie televisiva statunitense in 24 episodi trasmessi per la prima volta nel corso di una sola stagione dal 1972 al 1973.
È una serie del genere medico incentrata sulle vicende del dottor James Kildare, interpretato da Mark Jenkins. È basata sul personaggio letterario del dottor Kildare (su cui è basata un'altra serie televisiva precedente, Il dottor Kildare, 1961-1966).

## Personaggi e interpreti
- Dottor James Kildare (24 episodi, 1972-1973), interpretato da Mark Jenkins.
- Dottor Leonard Gillespie (24 episodi, 1972-1973), interpretato da Gary Merrill.
- Infermiera Marsha Lord, interpretato da Marsha Mason.
- Procuratore), interpretato da Simon Oakland.

## Produzione
La serie fu prodotta da MGM Television e girata negli studios della Metro-Goldwyn-Mayer Studios a Culver City in California.

## Distribuzione
La serie fu trasmessa negli Stati Uniti dal 21 settembre 1972 al 1973 in syndication. In Italia è stata trasmessa su emittenti locali con il titolo Il giovane Dr. Kildare.
Alcune delle uscite internazionali sono state:
- negli Stati Uniti il 21 settembre 1972 (Young Dr. Kildare)
- in Francia il 27 febbraio 1989 (Le jeune docteur Kildare)
- in Italia (Il giovane Dr. Kildare)

## Episodi
| Stagione       | Episodi | Prima TV USA |
| -------------- | ------- | ------------ |
| Prima stagione | 24      | 1972-1973    |